# Alloeochaete gracillima
Alloeochaete gracillima är en gräsart som beskrevs av Kabuye. Alloeochaete gracillima ingår i släktet Alloeochaete och familjen gräs. Inga underarter finns listade i Catalogue of Life.